# تاراوا
تاراوا هي جزيرة أتول وعاصمة جمهورية كيريباتي, في وسط المحيط الهادئ. وتضم شمال تاراوا، والتي تملك الكثير من القواسم المشتركة مع غيرها من الجزر النائية من جزر غيلبرت؛ وجنوب تاراوا، وهي موطن 50,182 نسمة حتى عام 2010 – ما يشكل نصف مجموع السكان في البلاد. اشتهرت الجزيرة بكونها موقع معركة تاراوا خلال الحرب العالمية الثانية.

## المناخ
يظهر الجدول التالي التغييرات المناخية على مدار السنة لتاراوا:
| البيانات المناخية لـتاراوا         | البيانات المناخية لـتاراوا | البيانات المناخية لـتاراوا | البيانات المناخية لـتاراوا | البيانات المناخية لـتاراوا | البيانات المناخية لـتاراوا | البيانات المناخية لـتاراوا | البيانات المناخية لـتاراوا | البيانات المناخية لـتاراوا | البيانات المناخية لـتاراوا | البيانات المناخية لـتاراوا | البيانات المناخية لـتاراوا | البيانات المناخية لـتاراوا | البيانات المناخية لـتاراوا |
| الشهر                              | يناير                      | فبراير                     | مارس                       | أبريل                      | مايو                       | يونيو                      | يوليو                      | أغسطس                      | سبتمبر                     | أكتوبر                     | نوفمبر                     | ديسمبر                     | المعدل السنوي              |
| ---------------------------------- | -------------------------- | -------------------------- | -------------------------- | -------------------------- | -------------------------- | -------------------------- | -------------------------- | -------------------------- | -------------------------- | -------------------------- | -------------------------- | -------------------------- | -------------------------- |
| الدرجة القصوى °م (°ف)              | 35.0 (95.0)                | 33.0 (91.4)                | 35.0 (95.0)                | 34.5 (94.1)                | 34.5 (94.1)                | 33.5 (92.3)                | 34.5 (94.1)                | 34.5 (94.1)                | 34.5 (94.1)                | 35.0 (95.0)                | 35.0 (95.0)                | 35.0 (95.0)                | 35.0 (95.0)                |
| متوسط درجة الحرارة الكبرى °م (°ف)  | 30.7 (87.3)                | 30.6 (87.1)                | 30.7 (87.3)                | 30.7 (87.3)                | 30.8 (87.4)                | 30.8 (87.4)                | 30.9 (87.6)                | 31.0 (87.8)                | 31.1 (88.0)                | 31.2 (88.2)                | 31.3 (88.3)                | 30.9 (87.6)                | 30.9 (87.6)                |
| المتوسط اليومي °م (°ف)             | 28.2 (82.8)                | 28.1 (82.6)                | 28.1 (82.6)                | 28.2 (82.8)                | 28.4 (83.1)                | 28.3 (82.9)                | 28.2 (82.8)                | 28.3 (82.9)                | 28.4 (83.1)                | 28.6 (83.5)                | 28.5 (83.3)                | 28.2 (82.8)                | 28.3 (82.9)                |
| متوسط درجة الحرارة الصغرى °م (°ف)  | 25.3 (77.5)                | 25.3 (77.5)                | 25.2 (77.4)                | 25.3 (77.5)                | 25.5 (77.9)                | 25.3 (77.5)                | 25.1 (77.2)                | 25.2 (77.4)                | 25.3 (77.5)                | 25.4 (77.7)                | 25.4 (77.7)                | 25.3 (77.5)                | 25.3 (77.5)                |
| أدنى درجة حرارة °م (°ف)            | 21.5 (70.7)                | 22.5 (72.5)                | 22.5 (72.5)                | 22.5 (72.5)                | 21.0 (69.8)                | 21.0 (69.8)                | 21.0 (69.8)                | 21.5 (70.7)                | 22.5 (72.5)                | 22.0 (71.6)                | 22.5 (72.5)                | 22.0 (71.6)                | 21.0 (69.8)                |
| الهطول مم (إنش)                    | 271 (10.7)                 | 218 (8.6)                  | 204 (8.0)                  | 184 (7.2)                  | 158 (6.2)                  | 155 (6.1)                  | 168 (6.6)                  | 138 (5.4)                  | 120 (4.7)                  | 110 (4.3)                  | 115 (4.5)                  | 212 (8.3)                  | 2٬052 (80.8)               |
| متوسط أيام هطول الأمطار (≥ 0.3 mm) | 15                         | 12                         | 14                         | 15                         | 15                         | 14                         | 16                         | 18                         | 15                         | 11                         | 10                         | 17                         | 172                        |
| متوسط الرطوبة النسبية (%)          | 81                         | 80                         | 81                         | 82                         | 81                         | 81                         | 80                         | 79                         | 77                         | 77                         | 79                         | 81                         | 80                         |
| ساعات سطوع الشمس الشهرية           | 220.1                      | 192.1                      | 207.7                      | 201.0                      | 229.4                      | 219.0                      | 229.4                      | 257.3                      | 243.0                      | 260.4                      | 240.0                      | 189.1                      | 2٬688٫5                    |
| ساعات سطوع الشمس اليومية           | 7.1                        | 6.8                        | 6.7                        | 6.7                        | 7.4                        | 7.3                        | 7.4                        | 8.3                        | 8.1                        | 8.4                        | 8.0                        | 6.1                        | 7.4                        |
| المصدر: الأرصاد الجوية الألمانية   |                            |                            |                            |                            |                            |                            |                            |                            |                            |                            |                            |                            |                            |

## أعلام
- ويليام د. هوكينز